# Catch Me If You Can (2002)
Catch Me If You Can (bra: Prenda-Me se For Capaz; prt: Apanha-Me se Puderes) é um filme norte-americano de 2002 do gênero comédia dramático-biográfica, dirigido e produzido por Steven Spielberg, com roteiro de Jeff Nathanson baseado na autobiografia homônima de Frank W. Abagnale Jr., co-escrita com Stan Redding.
Estrelado por Leonardo DiCaprio, Tom Hanks, Christopher Walken, Martin Sheen e Nathalie Baye, o filme conta a história de Frank Abagnale, que, antes de seu aniversário de dezenove anos, realizou com sucesso golpes no valor de milhões de dólares ao se apresentar como piloto da Pan Am, médico da Geórgia e promotor da paróquia da Louisiana. Seu principal crime foi fraudar cheques; ele se tornou tão habilidoso que o FBI mais tarde o procurou para ajudar na captura de outros falsificadores. Embora seja baseado em fatos reais, sua precisão histórica é altamente contestada.
O filme estreou em 25 de dezembro de 2002 nos cinemas estadunidenses obtendo sucesso comercial e crítico onde elogiaram a performance de Di Caprio e a trilha sonora de John Williams. No 75º Oscar, Christopher Walken e John Williams foram indicados para melhor ator coadjuvante e melhor trilha sonora original, respectivamente.

## Sinopse
O filme se passa na década de 1960 e retrata a história de Frank Abagnale, que quando adolescente se disfarçava das mais diversas profissões e ganhou milhões de dólares com seus golpes.

## Elenco
- Leonardo DiCaprio como Frank Abagnale, Jr.
- Tom Hanks como Carl Hanratty
- Ellen Pompeo como Marci

Leonardo DiCaprio e o verdadeiro Frank Abagnale Jr. durante os bastidores do filme.

- Christopher Walken como Sr Frank Abagnale.
- Martin Sheen como Roger Strong
- James Brolin como Jack Barnes
- Amy Acker como Miggy
- Nathalie Baye como Paula Abagnale
- Amy Adams como Brenda Strong
- Brian Howe como Earl Amdursky
- Frank John Hughes como Tom Fox
- Steve Eastin como Paul Morgan
- Jennifer Garner como Cheryl Ann
- Frank Abagnale Jr. como policial francês

## Produção

### Desenvolvimento
Frank Abagnale vendeu os direitos cinematográficos de sua autobiografia homônima assim que a lançou em 1980. De acordo com Abagnale, os produtores Norman Lear e Bud Yorkin compraram os direitos do livro após vê-lo numa entrevista no programa The Tonight Show. Dois anos depois, eles venderam os direitos para a Columbia Pictures, que por sua vez os vendeu para o produtor Hall Bartlett. Bartlett e o seu parceiro de negócios Michael J. Lasky contrataram Steven Kunes para escrever o roteiro, mas Bartlett morreu antes que o projeto encontrasse uma distribuidora para o filme. Os direitos foram então vendidos novamente para a Hollywood Pictures, uma divisão da Disney, e quando o projeto entrou em reviravolta cinematográfica, os direitos foram novamente vendidos para a Bungalow 78 Productions, uma divisão da TriStar Pictures. A partir daí, o projeto foi apresentado a Steven Spielberg na DreamWorks Pictures. De acordo com a Variety, o produtor executivo Michel Shane comprou os direitos do filme em 1990 para a Paramount Pictures. Em dezembro de 1997, Barry Kemp comprou os direitos do filme de Shane, trazendo o projeto para a DreamWorks, com Jeff Nathanson escrevendo o roteiro. Em abril de 2000, David Fincher foi contratado para dirigir ao longo de alguns meses, mas desistiu em favor de Panic Room. Em julho de 2000, Leonardo DiCaprio havia entrado em negociações para estrelar, com Gore Verbinski para dirigir o filme. Spielberg assinou contrato como produtor e as filmagens começaram em março de 2001.

### Seleção de elenco e direção
Verbinski escalou James Gandolfini como Carl Hanratty, Ed Harris como Sr. Frank Abagnale e Chloë Sevigny como Brenda Strong. No meio da produção, Verbinski desistiu por conta do compromisso de DiCaprio em Gangs of New York. Lasse Hallström estava em negociações para dirigir em maio de 2001, mas desistiu em julho de 2001. Nesta fase, Harris e Sevigny também deixaram a produção, mas Gandolfini ainda estava no elenco. Spielberg, que foi co-fundador da DreamWorks, ofereceu o cargo de diretor a Miloš Forman e considerou contratar Cameron Crowe. Durante este período de negociação, Spielberg começou a considerar dirigir o filme ele mesmo, eventualmente desistindo de projetos como Big Fish e Memórias de uma Gueixa. Spielberg se comprometeu oficialmente a dirigir em agosto de 2001. No mesmo mês, Tom Hanks foi escalado para substituir Gandolfini, que havia saído devido a conflitos de agenda com a série The Sopranos.
A busca pela substituta de Sevigny como Brenda Strong durou meses até Amy Adams ser escalada. Spielberg aprovou a escolha e o produtor Walter F. Parkes comentou que ela era "tão fresca e honesta quanto qualquer pessoa que já vimos", o que foi um elemento importante no papel. Christopher Walken foi escalado como Sr. Frank Abagnale após sugestão de Parkes. Martin Sheen interpretou Roger Strong, pois ele tinha uma "presença intimidadora". Spielberg queria escalar uma atriz francesa para retratar Paula Abagnale para se manter fiel aos fatos. Ele pediu a ajuda de Brian De Palma, que estava morando em Paris, e fez testes com várias atrizes até fechar com Nathalie Baye.

### Filmagens
As filmagens estavam programadas para começar em janeiro de 2002, mas foram adiadas para 7 de fevereiro em Los Angeles, Califórnia. As locações incluíam Burbank, Downey, Nova Iorque, os aeroportos de internacionais de LA/Ontario e Miami, Quebec e Montreal. O filme foi rodado em 147 locações em apenas 52 dias; DiCaprio comentou: "Cenas que pensávamos que levariam três dias demoraram apenas uma tarde". As filmagens ocorreram de 25 a 30 de abril na Park Avenue, nos arredores do hotel Waldorf Astoria New York. A produção mudou-se para Orange (Nova Jérsei) e voltou ao Brooklyn para as cenas dos bancos e do tribunal. As filmagens também ocorreram no TWA Flight Center localizado no Aeroporto Internacional John F. Kennedy. As filmagens foram concluídas em 12 de maio em Montreal.

## Lançamento
Eu sei que Hollywood fez uma série de mudanças na história, mas estou honrado por Steven Spielberg, Leonardo DiCaprio e Tom Hanks terem participado da produção do filme inspirado na minha vida. É importante entender que é apenas um filme, não um documentário biográfico.

—Reação de Frank Abagnale depois de assistir o filme.
A DreamWorks teve o cuidado de divulgar o filme como "inspirado em uma história verdadeira", para evitar controvérsias semelhantes às que ocorreram em Uma Mente Brilhante (2001) e The Hurricane (1999), que se desviaram da história e sofreram duras críticas com isso. A estreia ocorreu em Westwood, Los Angeles na Califórnia, em 18 de dezembro de 2002.
O canal Game Show Network lançou ao ar na época o episódio de 1977 do programa To Tell the Truth que contou com a participação de Frank Abagnale. Os segmentos foram exibidos em 29 de dezembro de 2002 e 1º de janeiro de 2003, como forma de promoção ao filme.

## Recepção

### Bilheteria
O filme foi lançado em 25 de dezembro de 2002, ganhando um pouco acima de US$ 30 milhões em 3225 cinemas durante o seu fim de semana de estreia. Catch Me If You Can faturou US$ 164,6 milhões na América do Norte e US$ 187,5 milhões em países estrangeiros, obtendo um total mundial de US$ 352,1 milhões. O filme foi um sucesso financeiro, recuperando o orçamento de US$ 52 milhões seis vezes. Catch Me If You Can foi o décimo primeiro filme de maior bilheteria de 2002 e o segundo de Spielberg de maior receita lançado naquele ano depois de Minority Report.

### Resposta crítica
Catch Me If You Can tem aclamação por parte da crítica especializada. Com um índice de aprovação de 96% com base em 194 críticas, o Rotten Tomatoes publicou um consenso: “Com a ajuda de um forte desempenho de Leonardo DiCaprio como na vida real do prodígio golpista Frank Abagnale, Steven Spielberg artesanou um filme elegante, despreocupadamente divertido e surpreendentemente doce”. Tem 89% de aprovação por parte da audiência, usada para calcular a recepção do público a partir de votos dos usuários do site. No Metacritic, o filme tem uma pontuação de 75 de 100, com base em 39 críticos, indicando "críticas geralmente favoráveis".
Roger Ebert elogiou fortemente o desempenho de DiCaprio e concluiu: "Este não é um filme importante de Spielberg, embora seja fácil de assistir". Stephen Hunter acreditou que DiCaprio mostra "o alcance, a facilidade e a inteligência que Martin Scorsese tão subutilizou em Gangs of New York". James Berardinelli elogiou a trilha sonora de John Williams, que ele considerou "mais íntima e 'jazzística' do que seu material usual, evocando intencionalmente Henry Mancini".
Peter Travers da revista Rolling Stone foi um dos poucos que deu uma crítica negativa ao filme; ele considerou o filme "atolado por mais de 140 minutos. Um filme que decolou como uma lebre na velocidade, mas que terminou como uma tartaruga enrolada.

## Prêmios e indicações
| Prêmio             | Categoria               | Recipiente         | Resultado |
| ------------------ | ----------------------- | ------------------ | --------- |
| Oscar 2003         | Melhor ator coadjuvante | Christopher Walken | Indicado  |
| Oscar 2003         | Melhor trilha sonora    | John Williams      | Indicado  |
| Globo de Ouro 2003 | Melhor Ator - Drama     | Leonardo DiCaprio  | Indicado  |
| BAFTA 2003         | Melhor ator coadjuvante | Christopher Walken | Venceu    |
| BAFTA 2003         | Melhor trilha sonora    | John Williams      | Indicado  |
| BAFTA 2003         | Melhor figurino         | Mary Zophres       | Indicado  |
| BAFTA 2003         | Melhor roteiro adaptado | Jeff Nathanson     | Indicado  |
| MTV Movie 2003     | Melhor ator             | Leonardo DiCaprio  | Indicado  |

## Precisão histórica
Abagnale teve pouco envolvimento com o filme, mas acreditava que Spielberg era o único cineasta que "poderia fazer justiça a este filme", apesar das várias mudanças nos eventos da vida real. Em novembro de 2001, Abagnale disse: "Nunca conheci nem falei com Steven Spielberg e não li o roteiro. Prefiro não comentar. Entendo que agora eles retratam meu pai de uma maneira melhor, como ele realmente era. Steven Spielberg disse ao roteirista (Jeff Nathanson) que desejava uma precisão total nos relacionamentos e fraudes que cometi, espero que, no final, o filme seja emocionante, divertido e leve para casa uma mensagem importante sobre família, infância, juventude e divórcio".
O verdadeiro Sr. Abagnale nunca mais viu Frank depois que ele fugiu de casa. Contudo, Spielberg queria que o filme seguisse tendo essa conexão em que Frank continuava tentando agradar seu pai deixando-o orgulhoso dele, vendo-o de uniforme, o uniforme 'pan-americano'". Em uma apresentação para o "Talks at Google" em novembro de 2017, Abagnale comentou extensivamente sobre a precisão do filme de Spielberg:
Só vi o filme duas vezes. Então, quando a mídia me perguntou o que eu achava do filme, o que era certo e o que era errado, eu disse: Em primeiro lugar, tenho dois irmãos e uma irmã; ele me retratou como filho único. Na vida real, minha mãe nunca se casou novamente; há uma cena no filme em que ela se casou novamente e tem uma filha. Isso não aconteceu na realidade. Na vida real, nunca mais vi meu pai depois que fugi de casa; no filme, eles continuam fazendo com que pai e filho se reencontrem, mas nada disso aconteceu... Eu escapei da aeronave pela cozinha onde eles trazem a comida e outras coisas para o avião, enquanto o filme diz que fugi pelo banheiro... Achei que ele [o filme] ficou bem próximo da história, mas não cem por cento. Ele [Spielberg] estava muito preocupado em ser preciso, primeiro porque foi a primeira vez que ele fez um filme sobre uma pessoa real ainda viva.

Originalmente, o nome verdadeiro do agente do FBI que perseguiu Abagnale Joseph Shea constava no roteiro;  Abagnale afirmou que pelo fato de Shea não querer que seu nome fosse usado no filme, o personagem foi rebatizado de Carl e recebeu o sobrenome Hanratty, baseado em um jogador de futebol americano de mesmo nome.
Apesar da afirmação de Abagnale de que Spielberg conseguiu fazer o filme "muito próximo da história", os registros reais mostram que Abagnale esteve na prisão de Great Meadow em Comstock, Nova York, entre os dezessete e vinte anos (de 26 de julho de 1965 até 24 de dezembro de 1968, sob a ficha de reclusão nº 25367), e antes disso, ele estava na Marinha dos Estados Unidos (dezembro de 1964 a fevereiro de 1965). Seis semanas após sua libertação de Great Meadow, em 14 de fevereiro de 1969, Abagnale foi preso novamente em Baton Rouge, Louisiana. Em junho de 1969, ele foi detido novamente por roubar uma família e uma pequena loja da cidade. Abagnale se passou como piloto da Pan Am por um breve período no outono de 1970, sendo detido no Condado de Cobb, Geórgia, em 2 de novembro de 1970. Os registros do tribunal federal associados à sua condenação mostram que ele descontou apenas dez cheques pessoais com o logotipo da Pan Am, totalizando menos de US$ 1.500. Os fatos por trás de muitas das alegações exageradas de Abagnale e sua inclusão ou omissão no filme foram objeto de novas reportagens da mídia em 2021. Suas alegações de que ele passou no exame da ordem dos advogados da Louisiana e de que teria trabalhado para o procurador-geral Jack P. F. Gremillion foram desmascaradas por vários jornalistas em 1978. O jornalista Ira Perry não conseguiu encontrar nenhuma evidência de que Abagnale trabalhava para o FBI; de acordo com um agente especial aposentado encarregado do FBI, Abagnale foi pego tentando passar cheques falsos em 1978, vários anos depois da data que ele alega ter iniciado seus serviços pelo FBI.

## Temas
O filme lida com temas de lares desfeitos e infâncias problemáticas. Os pais de Spielberg se divorciaram quando ele era adolescente, semelhante à situação de Frank Abagnale. No filme, o agente Carl Hanratty também é divorciado de sua esposa, que mora com a filha em Chicago. "Alguns dos meus filmes tiveram a ver com lares desfeitos e pessoas fugindo de seus passados tristes", afirmou Spielberg. "Mas há aqueles que me fizeram dizer: você sabe, também há algo em mim que posso dizer através da narração desse tipo de história alegre".
Spielberg também queria criar um filme a qual o público simpatizasse com um bandido. Ele explicou: "Frank era um gênio do século XXI que trabalhava com a inocência das pessoas dos anos sessenta, quando as pessoas confiavam mais em estranhos do que hoje em dia. Eu não acho que esse seja o tipo de filme em que alguém assiste e diz: 'Eu tenho um plano de carreira'".